# Eutetrapha stigmosa
Eutetrapha stigmosa là một loài bọ cánh cứng trong họ Cerambycidae.